# Dženis Avdić
Dženis Ueh Avdić (* 30. August 1995 in Sjenica) ist ein serbischer Biathlet.
Dženis Avdić lebt in Sjenica und startet für den SK Jelenak. Erste internationale Meisterschaft wurden die Biathlon-Juniorenweltmeisterschaften 2011 in Nové Město na Moravě, wo er 95. des Einzels wurde. 2012 war in Kontiolahti ein 35. Rang im Einzel bestes Ergebnis, 2013 Platz 76 in Einzel von Obertilliach. Bei den Juniorenrennen der Biathlon-Europameisterschaften 2012 in Osrblie kam Avdić im Einzel auf Platz 54, 2014 in Nové Město auf Rang 66 im Einzel und 69 im Sprint.
Sein Debüt bei den Männern gab Avdić 2010 in Martell in einem Einzel, das er jedoch anders als das Sprintrennen einen Tag später als 167. nicht beendete. Im weiteren Saisonverlauf erreichte er als 97. eines Sprints in Osrblie eine erste Platzierung unter den besten 100. Bestes Ergebnis in der Rennserie wurde ein 76. Rang in Martell im Jahr 2014. Bei den Europameisterschaften 2014 wurde Avdić erstmals in die Männerstaffel berufen und an der Seite von Damir Rastić, Redžep Hodžić und Nedim Mehmedbasić 20.
Avdić arbeitet für den serbischen Biathlon-Verband.